# 関洋介
関 洋介（せき ようすけ、1972年5月25日 - ）は、大阪府出身の消化器外科医
医療法人社団 あんしん会 四谷メディカルキューブ減量・糖尿病外科センター、臨床研究管理部部長
日本における逆流性食道炎に対する外科手術のパイオニア
- 日本外科学会認定医、専門医、指導医
- 日本内視鏡外科学会技術認定医、評議員
- 日本内視鏡外科学会、縫合・結紮講習会講師
- 麻酔科標榜医
- 医学博士
- 順天堂大学 医学部 非常勤講師

| 術 式 | LRYGB | LSG | LSGB | LAGB | BIB | Spatz3 | ESG | 合 計 |
| ----- | ----- | --- | ---- | ---- | --- | ------ | --- | ----- |
| 件 数 | 225   | 921 | 290  | 69   | 6   | 111    | 2   | 1624  |

四谷メディカルキューブ 消化器外科 逆流性食道炎 手術症例（2021年6月現在＊一部集計中）【540症例】

## 経歴

### 生い立ち〜学生時代
執筆中

## 略歴
- 1972年 - 大阪府で生まれる。
- 1997年 - 大阪大学医学部卒業
- 1998年 - 公立学校共済組合近畿中央病院外科・麻酔科
- 2002年 - 大阪大学医学部大学院消化器外科
- 2007年 - Clinical fellow, Department of Digestive Surgery, Flinders University and Adelaide Bariatric Centre, Australia
- 2007年 - 大阪府立成人病センター（現大阪国際がんセンター）消化器外科診療主任
- 2010年 - Visiting assistant professor, Department of Surgery, University of Minnesota, USA
- 2010年 - 四谷メディカルキューブ 減量・糖尿病外科センター

## 家庭
執筆中

## メディア出演

### テレビ
・治る！最前線 第62回逆流性食道炎の最新治療（テレビ東京「ワールドビジネスサテライト」2016年8月31日放送）
・肥満〜バルーン治療〜(毎日放送「専門外来スペシャル」2017年3月28日放送）
・逆流性食道炎を治す！負担の少ない手術とは（テレビ東京「ゆうがたサテライト」2017年7月10日放送)
・命を救う！スゴ腕ドクター22〜脳卒中・膀胱がん・胸やけ・多汗症〜（BS朝日「命を救う！スゴ腕ドクター」2019年12月15日放送)

### Web
・胸焼けがつらい「逆流性食道炎」、将来の食道がんの心配は？(日経BP社「日経Gooday」2017年12月18日掲載）
・胃食道逆流症の症状と対策（沢井製薬「サワイ健康推進課」2018年1月26日掲載）

### 雑誌
・読売家庭版 - 胃酸が逆流する胃食道逆流症（読売新聞社、2018年2月21日掲載）
・自分で治す脊柱管狭窄症・逆流性食道炎 - わかる！逆流性食道炎 予防と対処法（枻出版2018年12月10日掲載）

## 著書・論文

### 主要論文
執筆中

### 著書

#### 2019年
- 自分で治す脊柱管狭窄症・逆流性食道炎（枻出版 ISBN：978-4-7779-5337-0）

#### 2020年
- 胸やけ、ムカムカ、吐き気、胃痛、げっぷ…それ全部、逆流性食道炎です。（アスコム ISBN：978-4-7762-1110-5）